# Кологарифм
Кологари́фм, дополни́тельный логари́фм — редко используемая элементарная функция, логарифм обратного числа:
{\displaystyle \operatorname {colog} _{b}x\equiv \log _{b}{\frac {1}{x}}.}
Обозначение cologb x читается как «кологарифм x по основанию b». Для некоторых оснований используются специальные обозначения:
- натуральный кологарифм coln x = cologe x = ln(1/x);
- десятичный кологарифм colg x = colog10 x = lg(1/x);
- бинарный кологарифм colb x = colog2 x = lb(1/x).

## Тождества
{\displaystyle \operatorname {colog} _{b}x\equiv -\log _{b}x\equiv \log _{1/b}x.}

## Применение
Таблицы кологарифмов использовались в эпоху ручных вычислений, позволяя упростить вычисления логарифмов дробей путём замены вычитания сложением. Например, для вычисления дроби xy/(zw) при ручном счёте надо просуммировать логарифмы величин x и у, вычесть из суммы логарифмы величин z и w, а затем потенцировать результат (то есть возвести основание логарифмов в степень, равную результату, найдя в таблице число, логарифм которого равен результату). При использовании кологарифмов можно вместо сложения и двух вычитаний выполнить три сложения log x + log y + colog z + colog w, что удобнее при вычислениях в столбик. При этом для записи отрицательных логарифмов и кологарифмов используется «искусственная форма», содержащая отрицательную характеристику (целую часть) и положительную мантиссу (дробную часть) (см. Десятичный логарифм): {\displaystyle -0{,}30103={\bar {1}}{,}69897}.
В химии логарифмические значения активности, концентрации и т. п., такие как водородный показатель pH, показатель константы диссоциации кислоты (показатель константы кислотности) pKa и показатель константы диссоциации основания (показатель константы основности) pKb, обозначаемые с использованием буквы p (от лат. potentia), являются десятичными кологарифмами соответствующих величин:
{\displaystyle \mathrm {p} K_{a}=-\lg K_{a}=\operatorname {colg} K_{a},}
{\displaystyle \mathrm {p} K_{b}=-\lg K_{b}=\operatorname {colg} K_{b}.}